# Communauté de communes Champagnole Porte du Haut-Jura
La communauté de communes Champagnole Porte du Haut-Jura est une ancienne communauté de communes française, située dans le département du Jura et la région Bourgogne-Franche-Comté.

## Historique
- La communauté de communes Ain-Angillon a été créée le 18 décembre 1997 par huit communes. Elle sera en fonction en 1998 avec 12 communes membres.
- En 2003, 12 nouvelles communes dont Champagnole intègrent l'intercommunalité.
- En 2007, la communauté fusionne avec la communauté de communes de Malvaux et accueille ainsi 6 communes supplémentaires. Elle change de nom et devient la communauté de communes Ain Angillon Malvaux et son siège est déplacé à Champagnole.
- En 2011, elle modifie son nom pour devenir la communauté de communes Champagnole Porte du Haut-Jura.
- Elle fusionne le 1er janvier 2017 avec la communauté de communes du Plateau de Nozeroy (38 communes) pour former la nouvelle communauté de communes Champagnole Nozeroy Jura[1].

## Administration

### Liste des présidents
| Période       | Période       | Identité       | Étiquette | Qualité                                    |
| ------------- | ------------- | -------------- | --------- | ------------------------------------------ |
| décembre 1997 | décembre 2008 | André Jourdain | UMP       | Sénateur du Jura                           |
| décembre 2008 | décembre 2016 | Clément Pernot | UMP-LR    | Président du Conseil Départemental du Jura |

### Siège
3, rue Victor Bérard, 39300 Champagnole.

## Composition
La communauté de communes était composée de 38 communes le 1er janvier 2016 :
| Nom                       | Code Insee | Gentilé        | Superficie (km2) | Population (dernière pop. légale) | Densité (hab./km2) |
| ------------------------- | ---------- | -------------- | ---------------- | --------------------------------- | ------------------ |
| Champagnole (siège)       | 39097      | Champagnolais  | 20,18            | 7 908 (2014)                      | 392                |
| Andelot-en-Montagne       | 39009      | Andelotiens    | 12,48            | 537 (2014)                        | 43                 |
| Ardon                     | 39015      | Ardonnais      | 5,04             | 115 (2014)                        | 23                 |
| Bourg-de-Sirod            | 39070      |                | 4,42             | 89 (2014)                         | 20                 |
| Chapois                   | 39105      | Chapoisiens    | 10,07            | 213 (2014)                        | 21                 |
| Châtelneuf                | 39120      | Castelnevins   | 13,00            | 140 (2014)                        | 11                 |
| Chaux-des-Crotenay        | 39129      | Chauliens      | 11,67            | 417 (2014)                        | 36                 |
| Cize                      | 39153      |                | 4,19             | 782 (2014)                        | 187                |
| Crans                     | 39178      |                | 9,03             | 68 (2014)                         | 7,5                |
| Crotenay                  | 39183      | Crotenaisiens  | 11,61            | 666 (2014)                        | 57                 |
| Entre-deux-Monts          | 39208      | Catouillis     | 5,36             | 150 (2014)                        | 28                 |
| Équevillon                | 39210      | Équevillonnais | 4,84             | 583 (2014)                        | 120                |
| Foncine-le-Bas            | 39227      | Fonciniers     | 9,29             | 195 (2014)                        | 21                 |
| Foncine-le-Haut           | 39228      | Fonciniers     | 28,95            | 1 037 (2014)                      | 36                 |
| Le Larderet               | 39277      | Brezons        | 6,31             | 81 (2014)                         | 13                 |
| Le Latet                  | 39281      | Latois         | 4,02             | 79 (2014)                         | 20                 |
| Lent                      | 39292      | Les Coucous    | 4,11             | 138 (2014)                        | 34                 |
| Loulle                    | 39301      | Loullois       | 10,90            | 172 (2014)                        | 16                 |
| Monnet-la-Ville           | 39344      |                | 6,19             | 356 (2014)                        | 58                 |
| Montigny-sur-l'Ain        | 39356      |                | 7,99             | 188 (2014)                        | 24                 |
| Montrond                  | 39364      |                | 25,32            | 501 (2014)                        | 20                 |
| Mont-sur-Monnet           | 39366      | Gaudiers       | 19,93            | 242 (2014)                        | 12                 |
| Moutoux                   | 39376      |                | 4,27             | 69 (2014)                         | 16                 |
| Les Nans                  | 39381      |                | 8,05             | 87 (2014)                         | 11                 |
| Ney                       | 39389      | Calins         | 7,26             | 568 (2014)                        | 78                 |
| Le Pasquier               | 39406      | Pasquerois     | 7,75             | 264 (2014)                        | 34                 |
| Pillemoine                | 39419      | Pagnolots      | 4,69             | 54 (2014)                         | 12                 |
| Les Planches-en-Montagne  | 39424      | Planchois      | 13,48            | 162 (2014)                        | 12                 |
| Pont-du-Navoy             | 39437      | Navoirons      | 9,46             | 252 (2014)                        | 27                 |
| Saint-Germain-en-Montagne | 39481      |                | 5,35             | 454 (2014)                        | 85                 |
| Sapois                    | 39503      | Sapoisiens     | 3,56             | 354 (2014)                        | 99                 |
| Sirod                     | 39517      | Sirotiers      | 16,10            | 566 (2014)                        | 35                 |
| Supt                      | 39522      | Subériens      | 13,97            | 107 (2014)                        | 7,7                |
| Syam                      | 39523      | Syamois        | 6,90             | 191 (2014)                        | 28                 |
| Valempoulières            | 39540      | Meusbeyos      | 16,25            | 223 (2014)                        | 14                 |
| Vannoz                    | 39543      | Vanouillards   | 5,75             | 207 (2014)                        | 36                 |
| Le Vaudioux               | 39545      | Coquadioux     | 6,01             | 166 (2014)                        | 28                 |
| Vers-en-Montagne          | 39554      |                | 8,35             | 245 (2014)                        | 29                 |

## Compétences
Nombre total de compétences exercées en 2016 : 26.
- Aménagement de l'espace
- Développement économique
- Logement social
- Voirie communautaire
- Environnement
- Assainissement
- Piscines